# Пайано, Хуан Карлос
Хуан Карлос Пайано (англ. Juan Carlos Payano (12 апреля 1984 в Доминиканской Республике) — доминиканский боксёр-профессионал, выступающий в Bantamweight (Легчайшей) (до 53,5 кг) весовой категории. 
Победитель игр Центральной Америки (2006). Серебряный призёр панамериканских игр (2003; 2007). Двукратный участник олимпийских игр (2004;2008).
Среди профессионалов чемпион мира по версии WBA в легчайшем весе (2014—2016).

## Любительская карьера
У Пайано была длительная и успешная любительская карьера, он дважды выступал на Олимпийских играх за сборную Доминиканской республики.
- 2002. Участник юношеского чемпионата мира, во втором бою проиграл украинцу Максиму Третяку.
- 2003. Серебряный призёр Панамериканских игр. Победил Рауля Мартинеса (США), Джеймса Пиреру (Бразилия), проиграл в финале Юриоркису Гамбоа (Куба)
- 2004. Участник Олимпийских игр. Победил Бато-Мунко Ванкеева (Беларусь). Проиграл Тому Жерому (Франция)
- 2005. Участник чемпионата мира, в четвертьфинале проиграл кубинцу, Андри Лаффите. Победитель панамериканского чемпионата.
- 2006. Победитель игр Центральной Америки. В финале победил кубинца Йоандиса Салинаса.
- 2007. Победитель квалификационного турнира на панамериканские игры. В финале победил Макуильямса Арройо (18:18+). Серебряный призёр панамериканских игр. Проиграл в финале пуэрториканцу, Макуильямсу Арройо (11:12)
- 2008. Участник Олимпийских игр. Победил Тома Жерома (Франция). Во втором бою проиграл Винченцо Пикарди (Италия)
- 2009. Участник чемпионата мира, во втором бою проиграл тайцу, Амнату Руенроенгу. Участник международного турнира в Баку, проиграл казахстанцу, Канату Абуталипову.

## Профессиональная карьера
26 сентября 2014 года Пайано победил техническим решением судей панамца, Ансельмо Морено, и стал новым суперчемпионом мира по версии WBA в весовой категории до 53,5 кг.
2 августа 2015 года Пайано раздельным решением победил американца Роши Уоррена, нанеся последнему первое поражение в карьере, защитил титул чемпиона мира по версии WBA (Super) и завоевал вакантный титул чемпиона мира по версии IBO.
18 июня 2016 года Пайано в бою реванше с Роши Уорреном решением большинства потерпел первое поражение в карьере, и утратил титулы чемпиона мира по версиям WBA (Super) и IBO.

### Участие в турнире World Boxing Super Series

#### Четвертьфинал. Чемпионский бой с Наоей Иноуэ
7 октября 2018 года, в рамках четвертьфинала турнира, встретился с непобежденным чемпионом мира японцем Наоей Иноуэ. Иноуэ нокаутировал в 1-м раунде.